# Maxanapis crassifemoralis
Espèce
Synonymes
- Chasmocephalon crassifemoralis Wunderlich, 1976

Maxanapis crassifemoralis est une espèce d'araignées aranéomorphes de la famille des Anapidae.

## Distribution
Cette espèce est endémique d'Australie. Elle se rencontre en Nouvelle-Galles du Sud et dans le Sud-Est du Queensland.

## Description
Le mâle décrit par Platnick et Forster en 1989 mesure 1,83 mm et la femelle 1,74 mm.

## Publication originale
- Wunderlich, 1976 : Spinnen aus Australien. 1. Uloboridae, Theridiosomatidae und Symphytognathidae (Arachnida: Araneida). Senckenbergiana Biologica, vol. 57, p. 113-124.